# Dayel Elessedil
Dayel Elessedil è un personaggio del libro La spada di Shannara della trilogia Il ciclo di Shannara scritto da Terry Brooks.

## Storia
Dayel Elessedil è il fratello di Durin Elessedil ed è il cugino del re degli Elfi Eventine Elessedil. Lascia le terre dell'Ovest per seguire Allanon fino a Culhaven con suo fratello Durin per far parte della compagnia che andrà alla ricerca della mitica Spada di Shannara. Quando tornerà nella sua terra sposerà una bellissima ragazza.
Grazie alla sua abilità nel tiro con l'arco e  alla sua agilità riusciranno a superare un burrone enorme nel Wolfkstaag per uscire così dalla trappola che gli Gnomi fedeli al Signore degli Inganni, chiamato Brona, avevano teso per loro. Nel corso della loro avventura, si rivelerà un abile guerriero e un ottimo osservatore grazie ai sensi sviluppati caratteristici degli Elfi.